# Lachapelle-Graillouse
Lachapelle-Graillouse ist eine französische Gemeinde im Département Ardèche in der Region Auvergne-Rhône-Alpes sowie im südöstlichen Teil des Zentralmassivs. Sie gehört zum Arrondissement Largentière und zum Kanton Haute-Ardèche. Sie grenzt im Norden an Lafarre, im Nordosten an Issarlès, im Osten an Le Lac-d’Issarlès, im Südosten an Saint-Cirgues-en-Montagne, im Süden an Issanlas, im Südwesten an Coucouron und im Nordwesten an Saint-Arcons-de-Barges. Zu Lachapelle-Graillouse gehören neben der Hauptsiedlung auch die Weiler Boissandroux, La Mouline, Lapessade, La Roche, Le Crosromeau, Vazeilles, Le Ventalon, Riou-Cros, Le Pont de la Borie, Les Chazornes, La Couleyre, Vente, La Gaselle, Villeneuve, Maisonseule, Chanteperdrix, Le Pièbre und Le Monteil.

## Bevölkerungsentwicklung
| Jahr                       | 1962 | 1968 | 1975 | 1982 | 1990 | 1999 | 2008 | 2014 |
| -------------------------- | ---- | ---- | ---- | ---- | ---- | ---- | ---- | ---- |
| Einwohner                  | 535  | 546  | 452  | 376  | 293  | 237  | 240  | 207  |
| Quellen: Cassini und INSEE |      |      |      |      |      |      |      |      |